# 1907 en sport automobile
Chronologie du Sport automobile
1906 en sport automobile - 1907 en sport automobile - 1908 en sport automobile
Les faits marquants de l'année 1907 en Sport automobile

## Par mois

### Juillet
- 2 juillet : deuxième édition du Grand Prix de France à Dieppe. Le pilote italien Felice Nazzaro s'impose sur une Fiat.

### Août
- 10 août (Sport automobile) : le prince Scipion Borghèse remporte le raid automobile Pékin-Paris.

## Naissances
- 16 mars : 
  - Charles Bénitah, sportif éclectique franco-marocain, successivement joueur de hockey sur gazon, athlète, escrimeur, pilote automobile sur circuits, aviateur et tennisman.
  - Georges d'Arnoux de Limoges Saint-Saëns, acteur et assistant réalisateur français, également pilote automobile. († 24 décembre 1955).
- 30 mars : Rudolf Krause, pilote automobile allemand.
- 12 avril : Eugène Chaboud, coureur automobile français. († 28 décembre 1983).
- 28 mai : Francesco Severi, pilote automobile italien, († 20 mai 1980).
- 4 juillet : Ernst Loof, pilote  et ingénieur automobile allemand, († 3 mars 1956).
- 14 juillet, Chico Landi, pilote automobile brésilien. († 7 juin 1989).
- 8 septembre : Casimiro de Oliveira, pilote automobile sur circuits portugais, († 22 novembre 1970).
- 17 octobre : François Landon, pilote et dirigeant du sport automobile français. († 1997).